# پرنده‌دستان
پرنده‌دستان (نام علمی: Ornithocheiridae) نام یک تیره از زیرراسته بال‌انگشتی‌سانان است.